# Google Catalogs
Google Catalogs est un moteur de recherche pour les catalogues en langue anglaise, il a été lancé en 2001 par Google. 
Ce service permet notamment de reconnaître l'écriture à l'intérieur des catalogues (via Reconnaissance optique de caractères).
Il a été fermé en 2015.